# سپیددندان (فیلم ۱۹۳۶)
سپیددندان (انگلیسی: White Fang) یک فیلم اکشن آمریکایی محصول سال ۱۹۳۶ و به کارگردانی دیوید باتلر است که با اقتباس از رمانی به همین نام نوشته جک لندن ساخته شده‌است. در این فیلم جین مویر، اسلیم سامرویل، چارلز وینینجر، جان کارادین و جین دارول نقش آفرینی نمودند. این فیلم در ۱۷ ژوئیه ۱۹۳۶ توسط فاکس قرن بیستم توزیع شد.